# Ceniza negra
Ceniza negra es una película  filmada en colores dirigida por Sofía Quirós Úbeda sobre su propio guion que se estrenó el 26 de noviembre de 2020 y  tuvo como actores principales a Smashleen Gutiérrez, Humberto Samuels, Hortensia Smith y Keha Brown. Fue  producida por  Sputnik Films, de Costa Rica; Murillo Cine, de Argentina, La Post Producciones, de Chile]] y Promenades Films, de Francia. Fue elegida para representar a Costa Rica en la 93° edición de los premios Oscar de la Academia de Artes y Ciencias Cinematográficas de Hollywood en la competencia para la mejor película en idioma no inglés y en la 35° Edición de los premios Goya de la Academia de las Artes y las Ciencias Cinematográficas de España en la competencia por Mejor Película Iberoamericana.

## Sinopsis
Selva es, una chica de un pueblo costero de la provincia de Limón, Costa Rica, que al final de su niñez  vive sin sus padres en una casa húmeda y rodeada de vegetación con su abuelo que delira con unas cabras que no existen mientras comienza a dejarse morir. Entre paisajes imaginarios y sombras misteriosas, Selva toma conciencia acerca de temas  como el luto, la muerte o el sentido de la vida, mientras tiene un primer acercamiento a la práctica de la magia, así como sobre la noticia de fenómenos sobrenaturales que están ocurriendo en esa zona.

## Reparto
Colaboraron en el filme los siguientes intérpretes:
- Smashleen Gutiérrez como Selva
- Humberto Samuels como Ferguson
- Hortensia Smith como Elena
- Keha Brown como Winter
- Yulius Melvin Brown Rudolf como 	Fabian
- Adeysha Garrido Morales	como Adeysha
- Krisly Hernandez Harris como 	Krisly
- Danna Murillo Carpio como Dana
- Celia Mure como vecina

## Comentarios
Diego Da Costa en el sitio Cinema Gavia opinó:

” Ceniza negra es pura magia onírica, que crea un puente entre el tránsito de la vida y la muerte. Gracias a un guion lleno de misticismo y cotidianidad, regala un relato que cautiva al espectador por esa atmósfera espiritual tan atrayente. Además, su reparto logra un trabajo coral pasional, a la vez que se deshace de falsos aditivos y trae frescura al partir de un esquema no conocido. Por otro lado, la composición de la imagen es vigorosa, con una atracción hipnótica que deja salir esa dualidad característica del film. Un ritual sugestivo y magnético, que atrapa hasta comprender ese intercambio vital.”

Olivier Pélisson en el sitio Bande A Part escribió:

”La mirada de la joven directora argentina-costarricense es increíblemente precisa. Sobre la infancia en proceso de morir, sobre la vida en proceso de desvanecimiento, sobre la naturaleza en proceso de emerger….El cuidado que se le da al medio ambiente es infinito, ayudado por la meticulosa composición de los planos. Los decorados rudimentarios están llenos de una fuerte presencia, y su sencillez sirve de telón de fondo para los personajes y la circulación de energías. La costa caribeña de Costa Rica le da un lugar de honor al océano, la arena, la tierra, la vegetación. Una comunión densa y misteriosa entre fauna y flora, en la que el ser humano evoluciona armoniosamente.… La profesionalidad de la obra se ha topado con actores no profesionales, pero cuya fotogenia y expresividad es evidente. Este logro artístico tiene éxito en su misión de registrar personajes en el camino hacia su destino. Deleita el ojo del testigo frente a la pantalla. El espíritu también, que lejos de la constante solicitud de estímulos tecnológicos, se reconecta con el pensamiento mágico, donde la encarnación dialoga con la sombra y se deleita en esta delicada historia de piel y alma.”

## Premios y nominaciones
La película recibió los siguientes premios y nominaciones:
Festival Internacional de Cine de Atenas  2019
- Nominada al Atenas de Oro a la Mejor Película.

Festival Internacional de Cine de Bergen 2019
- Nominada al Premio Cine Extraordinario a la Mejor Película

Festival Internacional de Cine de El Cairo 2019
Ganadora del Premio a la Mejor Película en la Semana de la Crítica. 
Festival de Cine de Cannes 2019
- Nominada al Premio Cámara de Oro a la Mejor Película
- Nominada al Gran Premio de la Semana de la Crítica

Festival Internacional de Cine de Cork 2019
Nominada al Premio Espíritu del Festival
Festival Internacional de Cine de Gijón  2019
- Nominada al Gran Premio de Asturias a la Mejor Película

Festival Latinoamericano de Cine de Lima 2019
- Nominada al Premio a la Mejor Película en la competición oficial del género de ficción.

Festival de Cine de Mumbai  2019
- Nominada al Premio Puerta de Oro en la competición internacional.

Festival de Cine de Munich 2019
- Nominada al Premio CineVision a la Mejor Película de un director debutante.

Festival Mundial de Cine de Ámsterdam 2019
- Nominada al Premio del Jurado a la Mejor Película.